# A Tree Grows in Brooklyn
A Tree Grows in Brooklyn és una pel·lícula dramàtica estatunidenca de 1945 que va marcar el debut d'Elia Kazan com a director de cinema dramàtic. Adaptada per Tess Slesinger i Frank Davis de la novel·la de 1943 de Betty Smith, la pel·lícula se centra en una família irlandesa-americana de segona generació empobrida però amb aspiracions que viu al barri de Williamsburg de Brooklyn, Nova York, a principis del segle xx. Peggy Ann Garner va rebre el Premi Juvenil de l'Acadèmia per la seva interpretació de Francie Nolan, l'adolescent al centre de la història de la majoria d'edat. Altres estrelles són Dorothy McGuire, Joan Blondell, Lloyd Nolan, Ted Donaldson i James Dunn, que va rebre l'Oscar al millor actor secundari per la seva interpretació del pare de Francie.
El guió es va adaptar per a la ràdio el 1949, per a una obra musical el 1951 i per a una pel·lícula de televisió el 1974. El 2010, A Tree Grows in Brooklyn va ser seleccionada per a la seva conservació al National Film Registry per la Biblioteca del Congrés dels Estats Units com a "important culturalment, històricament o estèticament".

## Argument
La pel·lícula representa diversos mesos de la vida dels Nolan, una família d'irlandesos estatunidencs que viu al barri de Williamsburg de Brooklyn el 1912. La pel·lícula cobreix un període molt més curt que el llibre, que va des d'abans del naixement de Francie fins després de complir els 16 anys. La pel·lícula se centra en l'època en què Francie té uns 13 anys.

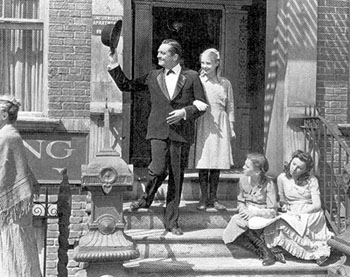
James Dunn i Peggy Ann Garner a A Tree Grows in Brooklyn

Katie Nolan és una mestressa de casa molt treballadora que frega els pisos del seu edifici i recull draps per vendre'ls a un comerciant de ferralla per tal de subsistir a la seva família. Està casada amb Johnny Nolan, un home encantador i alegre que té bones intencions, però que somia el seu camí per la vida, en lloc de trobar una feina estable. També és alcohòlic. En les rares ocasions que troba feina com a cambrer cantant, tot el que guanya normalment acaba en la seva beguda, per a la desesperació de la Katie. La parella té dos fills: Francie, de 13 anys, que idolatra el seu pare; i Neeley, de 12 anys. Tensa i frustrada, la Katie és sovint més aguda amb els nens del que vol ser, mentre que Johnny és amable, generós i indulgent, especialment amb Francie.
La germana de Katie, Sissy, és una dona descarada i d'esperit lliure que s'ha casat recentment per tercera vegada. La Katie s'assabenta d'això pel xafarder agent d'assegurances, el Sr. Barker, quan ve per cobrar la prima setmanal dels Nolan. Escandalitzada i avergonyida, Katie talla la seva relació amb Sissy, cosa que fa que els nens, que estimen la seva tia poc convencional, siguin infeliços. A la Francie també li preocupa que el propietari de l'edifici hagi tallat massa branques de l'arbre del pati de la finca, que la Francie i el seu pare anomenen l'Arbre del cel, i que pugui morir. Però quan ella li indica això a Johnny, ell explica que la retallada és necessària i l'arbre tornarà a créixer.

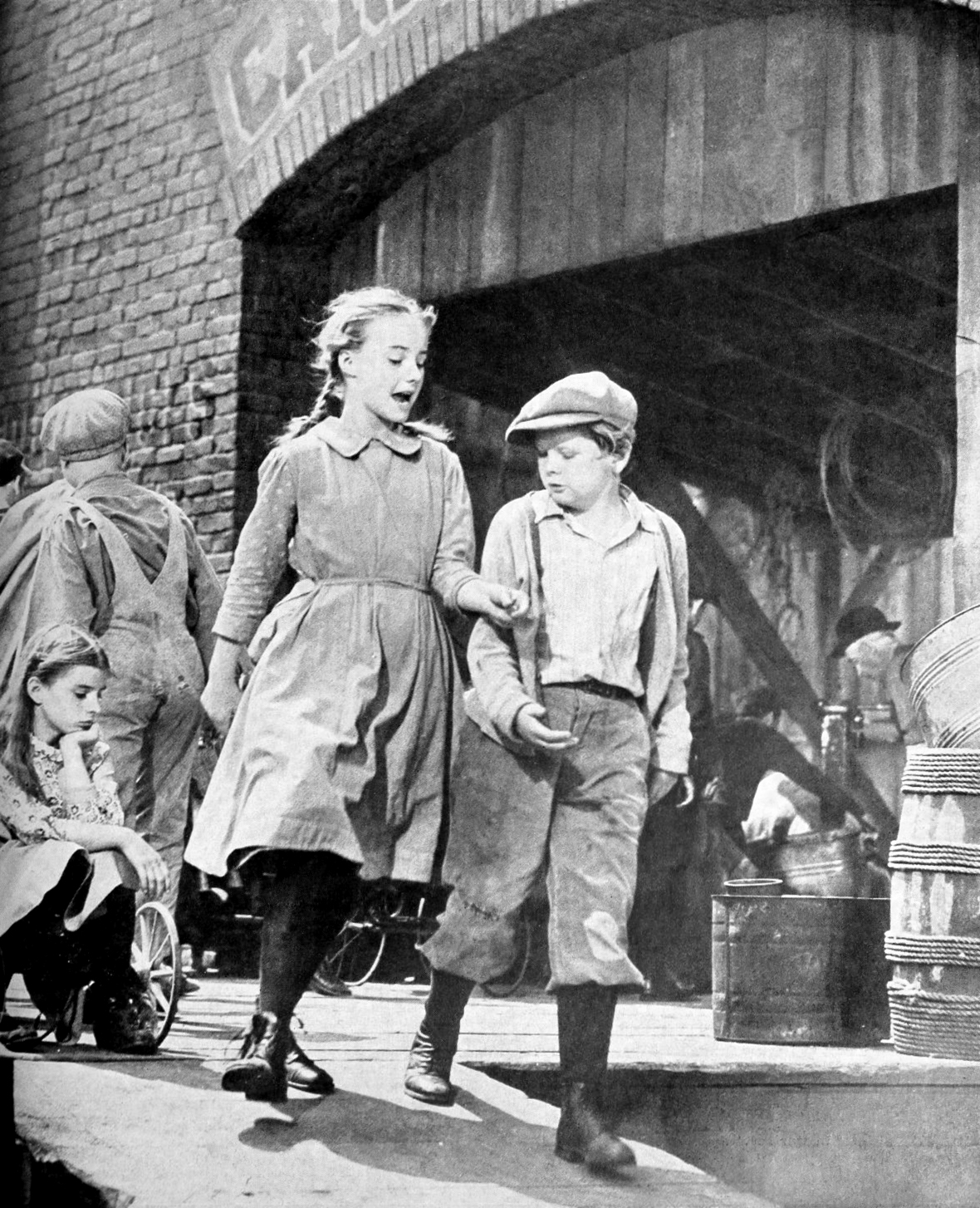
Peggy Ann Garner i Ted Donaldson a A Tree Grows in Brooklyn

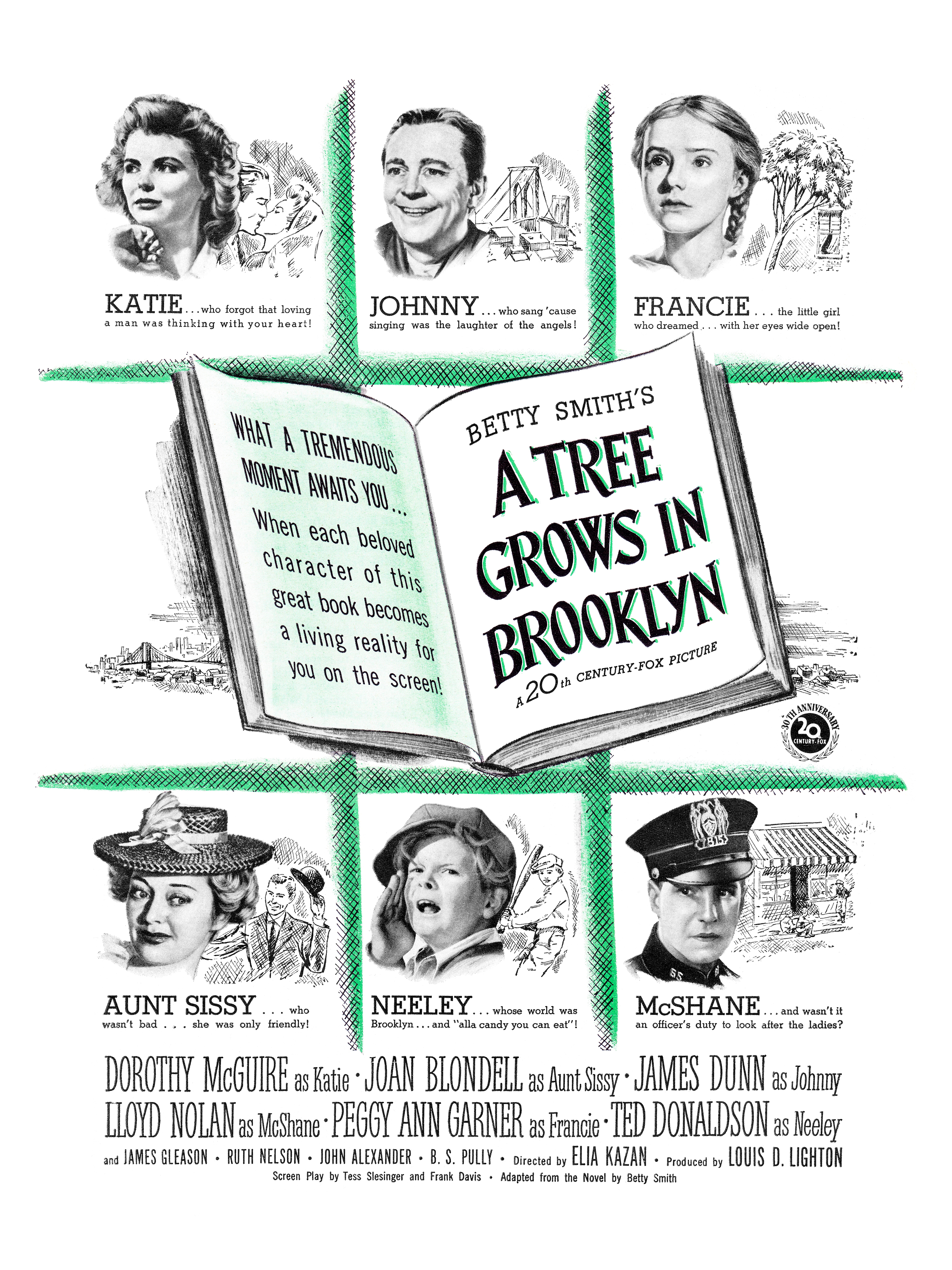
Anunci (febrer de 1945)

Mentrestant, un oficial de policia nou al barri, l'oficial McShane, es troba amb la Sissy i els nens una tarda. Quan coneix la Katie, queda encantat. Uns dies més tard, però, s'assabenta que Johnny (borratxo després d'una discussió amb la seva dona) és el marit de la Katie, i està devastat en adonar-se que Katie està casada.
L'àvia dels nens, Rommely, els parla sovint de la seva immigració als Estats Units i de la importància que té l'educació a la vida. Tot i que a la Neeley no li interessen els llibres ni l'escola, la Francie és una nena brillant que sempre està llegint, pensant en el que llegeix i observa, i amb ganes d'aprendre. Un diumenge, Francie convenç al seu pare perquè vagi a passejar i li ensenya una escola més bonica en un barri proper a la qual li agradaria assistir. Ajuda al seu pare a escriure una carta al director sol·licitant un trasllat i és acceptada.
Mentrestant, la Katie trasllada la família a un apartament més petit i més barat a l'últim pis, enfadant el seu marit que creu que està sent mesquina. De fet, la Katie està embarassada i està preocupada per com donaran suport a un altre fill. La Sissy també queda embarassada i ella i la Katie es reconcilien poc abans de Nadal. Les famílies celebren juntes un Nadal feliç i commovedor, amb els nens que porten a casa un arbre rebutjat, i més tard aquella nit, la Katie li diu a Johnny que està embarassada. Ella suggereix que la Francie abandoni l'escola per treballar. Com que Johnny entén el que significa estar a l'escola per a la seva filla, se sent desesperat per trobar feina. Tot i que està nevant amb força, Johnny surt decidit a trobar feina però no hi torna.
Una setmana més tard, l'oficial McShane arriba a l'apartament per donar-li la mala notícia que Johnny va morir de pneumònia mentre buscava feina. La Francie culpa la seva mare de la mort del seu pare, però els naixements dels nadons de la Sissy i la Katie ajuden a alleujar les tensions a la llar. Per oferir ajuda econòmica, el simpàtic propietari d'una taverna, el Sr. McGarrity, dona feina a Francie i Neeley després de l'escola.
Durant el part de la Katie, a casa perquè no poden pagar el part hospitalari que va tenir Sissy, Francie és la major ajuda i comoditat de la seva mare. La Katie li demana a la Francie que llegeixi alguns dels seus assaigs d'escriptura creativa i li confia quant troba a faltar Johnny. L'experiència compartida apropa mare i filla. Quan neix el nadó, una nena, Katie li posa el nom d'Annie Laurie, després de la cançó que Johnny els va cantar una vegada.
El juny següent, tots dos nens es graduen de les seves respectives escoles el mateix dia. La Katie està esperant la graduació de la Neeley, mentre que la Sissy va a casa de la Francie. Utilitzant els diners que Johnny li va donar per guardar-la al desembre, Sissy li regala a Francie un ram de flors del seu pare, juntament amb una targeta de felicitació que Johnny va escriure ell mateix. Francie, que ha embotellat el seu greuge durant molts mesos, finalment es trenca.
Després de les cerimònies de graduació, la família es reuneix a la gelateria per celebrar-ho. Mentre hi són, uns nois que coneixen en Neeley vénen a la seva taula. Un adolescent en particular està molt interessat en Francie i li demana que vagi a una pel·lícula l'endemà, la seva primera cita.
Quan els Nolan tornen a casa, troben l'oficial McShane cuidant l'Annie Laurie juntament amb el marit de la Sissy i el seu nadó. McShane ha estat esperant per proposar una proposta a Katie, que accepta. McShane també demana adoptar Annie Laurie i donar-li el seu cognom. Francie i Neeley creuen que la vida d'Annie Laurie amb McShane com a pare serà molt més fàcil, però no gaire divertida.
La pel·lícula acaba quan Francie veu que l'arbre del pati comença a créixer de nou, tal com va dir el seu pare.

## Repartiment
- Dorothy McGuire com a Katie Nolan
- Joan Blondell com a tia Sissy
- James Dunn com a Johnny Nolan
- Lloyd Nolan com a oficial McShane
- James Gleason com a McGarrity
- Ted Donaldson com a Neeley Nolan
- Peggy Ann Garner com a Francie Nolan
- Ruth Nelson com a Miss McDonough
- John Alexander com a Steve Edwards
- B.S. Pully com a venedor d'arbres de Nadal
- Ferike Boros com a àvia Rommely (sense acreditar)
- Charles Halton com el Sr. Barker, agent d'assegurances (sense acreditar)

## Producció

### Desenvolupament
Els drets cinematogràfics de la novel·la de Betty Smith A Tree Grows in Brooklyn van ser el focus d'una guerra d'ofertes d'estudi fins i tot abans de la publicació del llibre el 1943. 20th Century Fox va adquirir els drets per 55.000 dòlars. El guió va ser escrit per Tess Slesinger i Frank Davis, una parella casada que sovint van treballar plegats. La pel·lícula va marcar el debut cinematogràfic a Hollywood d'Elia Kazan, que abans havia aconseguit fama com a director d'escena. També va ser la primera pel·lícula a Hollywood per a Nicholas Ray, a qui es va acreditar com a entrenador de diàlegs.
L'Administració del Codi de Producció inicialment es va negar a aprovar el guió a causa de "la caracterització bígama de Sissy", que sembla que es torna a casar amb homes fins i tot abans que els seus marits anteriors hagin mort. El guió es va aprovar finalment el maig de 1944, tot i que els funcionaris del Codi de producció van emetre "advertiments addicionals que la 'falsa filosofia' de Sissy sobre la naturalesa de l'amor i el matrimoni s'havia d'atenuar". L'estudi va suavitzar la caracterització de Sissy a causa d'una demanda per difamació presentada per la cosina de Smith, Sadie Grandner, que va afirmar que el personatge s'havia basat en ella i que havia patit "menyspreu i burla" com a resultat. La 20th Century Fox va arribar a un acord extrajudicial amb Grandner per la suma de 1.500 dòlars.

### Càsting

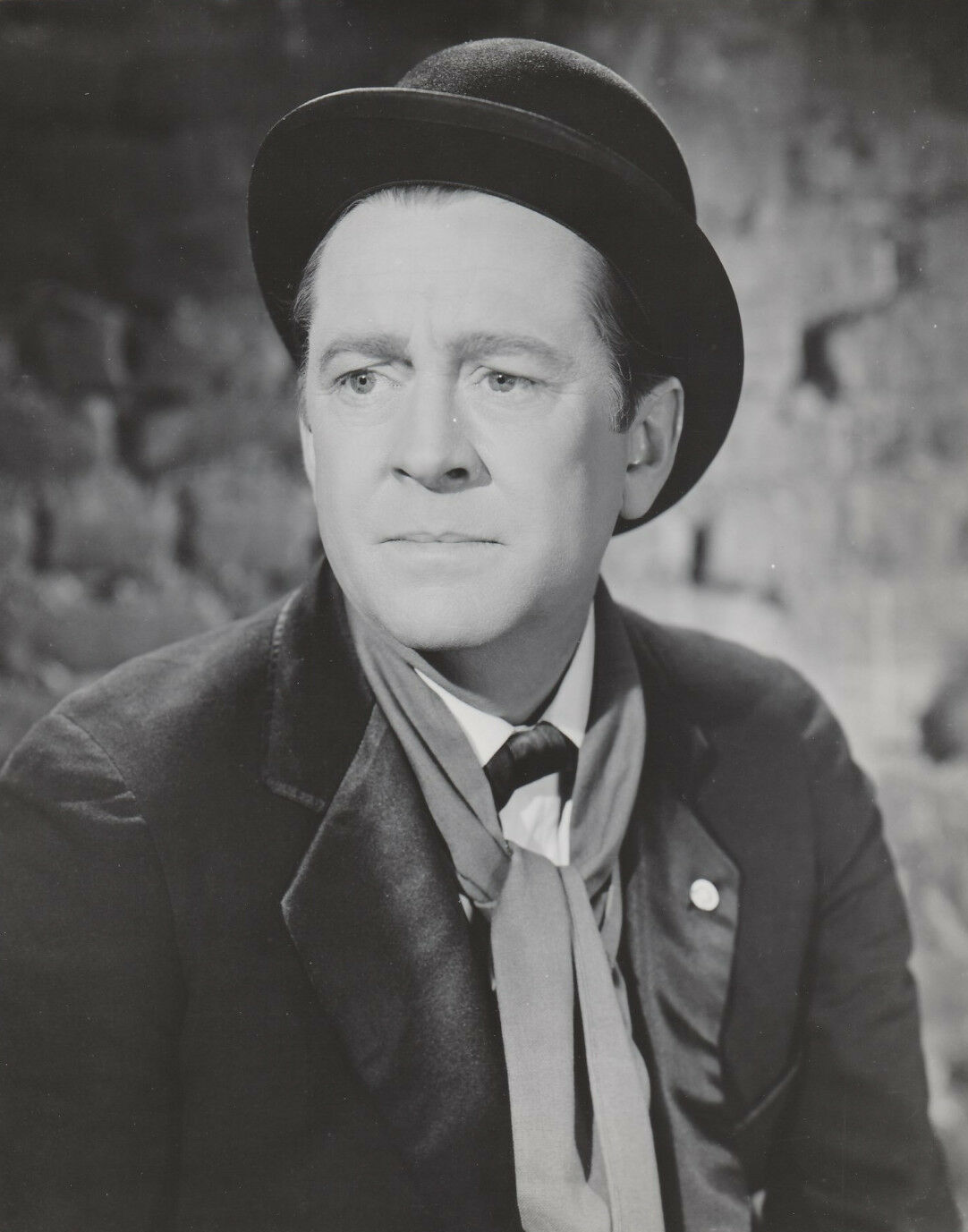
James Dunn com a Johnny Nolan

La 20th Century Fox originalment tenia la intenció de posar Alice Faye en el paper principal de Katie Nolan. Com que no estava disponible, Gene Tierney va ser cridada per a una prova de pantalla. Finalment, Dorothy McGuire, que només tenia 16 anys més que l'actriu que interpretava a la seva filla Francie, va ser seleccionada per al paper, ja que el paper era tan exigent, però el director Elia Kazan va insistir en una intèrpret infantil i es va signar Peggy Ann Garner.
Es va llançar una recerca de talent durant mesos per Johnny Nolan. Phil Regan va ser considerat per al paper, però uns mesos més tard es va signar James Dunn. Segons The Hollywood Reporter, "Dunn va ser provat dues vegades, una al començament de la cerca, i de nou després d'haver abandonat totes les altres possibilitats i estava segur que no hi hauria cap nom de taquilla disponible". La interpretació aclamada per la crítica de Dunn va resultar ser "un triomf personal" per a l'actor, que no havia aparegut en una pel·lícula d'estudi important durant els últims cinc anys.

### Filmació
La producció va tenir lloc entre l'1 de maig i el 2 d'agost de 1944. Filmat al lot de la 20th Century Fox, es va ocupar un escenari complet amb una rèplica de quatre pisos d'una casa de lloguer. Descrit com "el conjunt més elaborat i, mecànicament parlant, més costós que s'ha d'utilitzar", incloïa ascensors que permetien a la càmera escombrar amunt i avall dels trams d'escales en algunes escenes. L'arbre del títol de la pel·lícula ha estat identificat com un ailanthus glandulosa. Malgrat la calor generada per les llums Klieg, l'arbre va sobreviure al rodatge i es va tornar a plantar en un altre lloc del solar de l'estudi.
L'executiu de 20th Century Fox Stan Hough va estimar més tard el pressupost de producció en 3,6 milions de dòlars.

## Estrena
La pel·lícula es va estrenar el febrer de 1945. Va ser vista per primera vegada per les tropes dels Estats Units amb base a Manila. Es va estrenar a la costa oest en una projecció en benefici de la Naval Aid Auxiliary.
La pel·lícula va recaptar 3 milions de dòlars en ingressos a taquilla.

## Recepció crítica
La pel·lícula va ser àmpliament elogiada per la crítica. Bosley Crowther de The New York Times la va qualificar de "una pel·lícula molt impactant" i va elogiar el "elenc en general excel·lent", destacant a Garner, que "amb la seva cara llisa i els cabells larcis, és Francie Nolan de Miss Smith en vida", i Dunn, que retrata el seu pare amb una "tendresa profunda i simpàtica". Crowther ha afegit: "En l'actuació radiant d'aquests dos actors d'una adoració onírica entre pare i fill s'aconsegueix una demostració pictòrica d'emoció que és sublimment eloqüent". També va elogiar la "fàcil naturalitat" amb què dirigeix Kazan. Una ressenya del Pittsburgh Sun-Telegraph va qualificar l'actuació de Garner d'"increïblement excel·lent" i va dir que la representació de Dunn "té la marca de grandesa al respecte". El Star Tribune va reconèixer McGuire per donar "intel·ligència i profunditat a un paper que, en mans d'un jugador menys capaç, podria haver estat superficial i sense vida". Aquesta ressenya també va felicitar l'estudi per transferir amb èxit la novel·la a la pantalla, aconseguint retallar l'abast de la novel·la sense distorsionant la història o el missatge. Variety va elogiar la direcció de Kazan per manejar la història potencialment tràgica de les cases de Brooklyn superpoblades i afectades per la pobresa i no deixar que la pel·lícula esdevingui "sensiblera". Una crítica moderna de Leonard Maltin considera la pel·lícula com a "perfecta en tots els detalls".
A Tree Grows in Brooklyn va ser reconeguda com una de les deu millors pel·lícules de l'any per la National Board of Review, Time, i The New York Times, entre d'altres.

## Premis
La pel·lícula va guanyar en una categoria d'actuació, va guanyar un premi honorífic juvenil i va rebre una nominació per a guió adaptat als Premis Oscar de 1945:
| Premi                    | Resultat  | Nominat                      |
| ------------------------ | --------- | ---------------------------- |
| Millor actor secundari   | Guanyador | James Dunn                   |
| Oscar Juvenil            | Guanyador | Peggy Ann Garner             |
| Escriptura, guió adaptat | Nominat   | Tess Slesinger i Frank Davis |

El 2010, la pel·lícula va ser seleccionada per a la seva preservació al National Film Registry per la Biblioteca del Congrés dels Estats Units com a "important culturalment, històricament o estèticament".
La pel·lícula està reconeguda per l'American Film Institute en aquestes llistes:
- 2006: AFI's 100 Years...100 Cheers – Nominada[15]

## Adaptacions
James Dunn i Connie Marshall van protagonitzar una adaptació de la CBS Radio de A Tree Grows in Brooklyn que es va emetre el 28 d'abril de 1949 a Hallmark Playhouse. Una obra musical de la novel·la coescrita per Betty Smith i George Abbott va debutar el 19 d'abril de 1951 a Nova York. Joan Blondell va repetir el seu paper de Sissy a la versió de la companyia d'aquesta obra, que es va estrenar el 9 d'octubre de 1952.
El guió va ser adaptat per a una pel·lícula de televisió de l'NBC el 1974 dirigida per Joseph Hardy i protagonitzada per Cliff Robertson, Diane Baker, Pamelyn Ferdin, i James Olson.